# Йованович, Любиша
Любиша Йованович (серб. Љубиша Јовановић; 1 октября 1908, Шабац, Сербия — 15 июля 1971, Белград, СФРЮ) — сербский югославский актёр театра, кино и телевидения.

## Биография
Окончил педагогическое училище в Шабаце. С 1925 года выступал в самодеятельных спектаклях. Обучался сценическому искусству в Праге, Берлине и в Национальном театре Белграда. С 1961 году — актёр Югославского драматического театра в Белграде.
С 1946 г. снимался в кино. Сыграл около 40 киноролей. Выступал на телевидении Югославии.
Лауреат нескольких премий за театральную деятельность и многих других наград.

## Избранная фильмография
- 1946 — В горах Югославии — Янко
- 1947 — Славица — Иво Марушич
- 1956 — Розыск — Маржичич, директор
- 1959 — Участок «Б»
- 1959 — Лжецарь
- 1960 — Председатель — центр нападения
- 1960 — Война
- 1961 — Не вмешивайся в счастье
- 1963 — Любимчик командира
- 1964 — Марш на Дрину
- 1966 — Опечаленная родня